# Piero Meldini
Piero Meldini est un écrivain italien né à Rimini en 1941.

## Biographie
De 1972 à 1998, Piero Meldini dirige la Bibliothèque Gambalunghiana de Rimini. Il est l’auteur de nombreux essais. Dans les années 70, il s’intéresse principalement à l’histoire contemporaine.
Dans les années 80, il s’implique principalement dans l’histoire locale, l’iconologie et l’histoire  de l’alimentation et de la cuisine.
Il collabore de sa fondation à sa disparition à la revue mensuelle « La Gola » et fait partie de la rédaction de la revue « Slow ». Il contribue aux pages culturelles du Quotidiano Nazionale.
Il fait ses débuts dans la fiction en 1994 avec L’avvocata delle vertigini (La bienheureuse aux vertiges) qui remporte cinq grands prix nationaux, dont le prix Bagutta et le Prix Littéraire Chianti.
Son deuxième roman, L’antidoto della malinconia (L'antidote de la mélancolie) reçoit le prix Selezione Campiello, le prix Vittorini Siracusa et le prix Catanzaro.

## Œuvres traduites en français
- La Bienheureuse aux vertiges, [« L’avvocata delle vertigini »], trad. de Alain Sarrabayrouse, Paris, Éditions Fayard, 1996, 168 p.  (ISBN 2-213-59676-X)
- L'Antidote de la mélancolie, [« L’antidoto della malinconia »], trad. de François Maspero, Paris, Éditions Plon, coll. « Feux croisés », 2000, 189 p.  (ISBN 2-259-18758-7)
- Lunes, [« Lune »], trad. de Serge Quadruppani, Paris, Éditions des Syrtes, 2002, 170 p.  (ISBN 2-84545-054-0)

## Source
- (it) Cet article est partiellement ou en totalité issu de l’article de Wikipédia en italien intitulé « Piero Meldini » (voir la liste des auteurs).